# Prothema laosensis
Prothema laosensis är en skalbaggsart som beskrevs av J. Linsley Gressitt och Yves Rondon 1970. Prothema laosensis ingår i släktet Prothema och familjen långhorningar.
Artens utbredningsområde är Laos. Inga underarter finns listade i Catalogue of Life.